# Плесецьк
62°55′00″ пн. ш. 40°31′00″ сх. д. / 62.916667° пн. ш. 40.516667° сх. д.

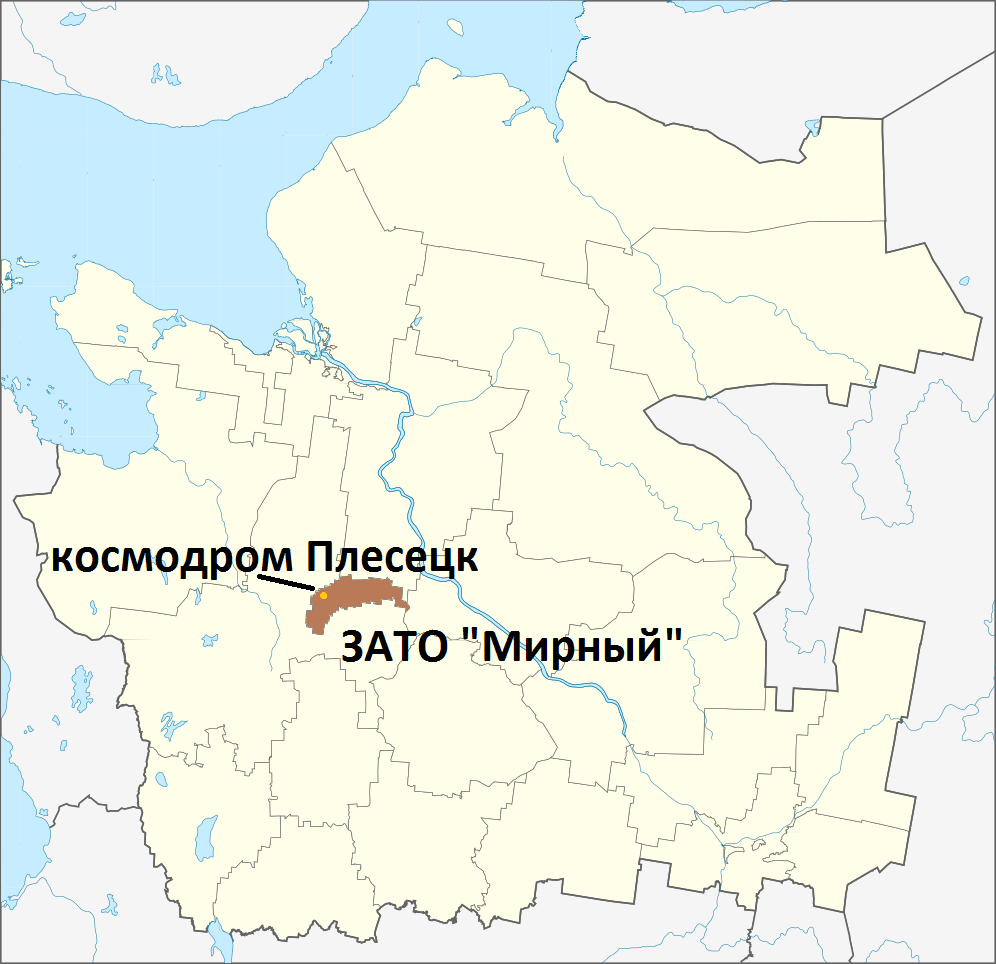
ЗАТО «Мирний»

Космодром «Плесецьк» або 1-й Державний випробувальний космодром — російський космодром, розташований за 180 кілометрів на південь від Архангельська, який займає площу 1762 км², тягнучись з півночі на південь на 46 км і зі сходу на захід на 82 км.

## Історія
15 липня 1957 року відповідно до ухвали від 11 січня 1957 року, на території Архангельської області почалося створення секретного об'єкта «Ангара» — майбутнього космодрому «Плесецьк».
Чисельність персоналу і населення міста Мирний — складало від 40 до 50 тис. осіб (залежно від обсягів виконуваних завдань). Клімат — різко континентальний, нестійкий, холодний.
Космодром Плесецьк було засновано у 1957 році як першу ракетну базу МБР Р-7 і Р-7А (об'єкт «Ангара»).

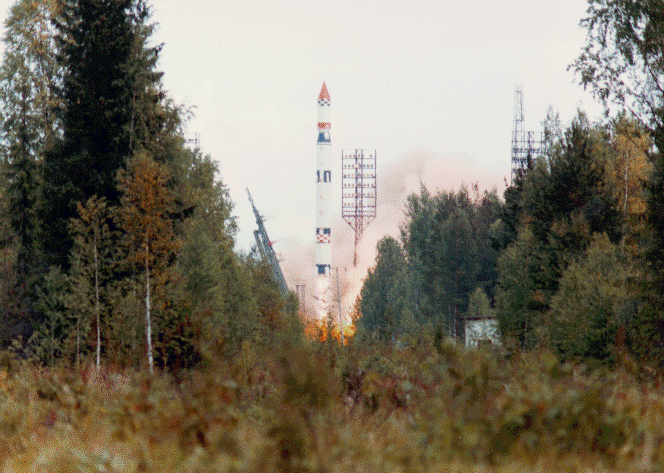
Запуск з космодрому Плесецьк ракети «Циклон-3» 15 серпня 1991 року

Космічну діяльність веде із запуску космічного апарата «Космос-112» 17 березня 1966 року. Має стаціонарні технічні й стартові комплекси всіх типів ракет-носіїв легкого і середнього класу. Ведеться будівництво стартових і технічних комплексів для ракет-носіїв «Зеніт» та «Рокот». Забезпечує основну частину космічних програм, пов'язаних з оборонними, народногосподарськими, науковими та комерційними пусками непілотованих космічних апаратів.
З середини 1960-х років майданчик стали розвивати за двома напрямками — ракетному і космічному. Полігон і раніше використовувався для дислокації ракет, при цьому обслуговуючий персонал почав готуватися до запуску космічних супутників.

## Список запусків
| № | Дата       | Час   | Вантаж             | Ракета-носій | Результат                                                                                       |
| - | ---------- | ----- | ------------------ | ------------ | ----------------------------------------------------------------------------------------------- |
|   | 31.08.1995 |       | Січ-1, Фасат-Альфа | Циклон-3     | Частковий успіх (через аварійне розведення супутників Фасат-Альфа вийшов з ладу)                |
|   | 24.12.2004 | 13:20 | Січ-1М, КС5МФ2     | Циклон-3     | Частковий успіх (Січ-1М вийшов на неправильні параметри орбіти та зайняв неправильне положення) |
|   |            |       |                    |              |                                                                                                 |

## Аварії
- Навесні 1980 року  вибухнув окислювач ракети-носія «Восток-2М» з розвідувальним супутником «Цілина-Д», що призвело до багатоденної пожежі, десятків жертв та величезної кількості поранених. Це одна з найбільших катастроф за часів СРСР[1].
- 15 жовтня 2002 року ракета-носій «Союз-У» із супутником Європейського космічного агентства «Фотон-М1» підірвалася через декілька секунд після запуску. Одна людина загинула.
- 9 листопада 2013 року під час робіт з ємністю з-під ракетного палива загинули 2 людини, 3 госпіталізовані з отруєнням.
- 21 вересня 2024 року під час випробування вибухнула ядерна міжконтинентальна балістична ракета РС-28 «Сармат» в ході заправки на полігоні. Випробування РС-28 «Сармат» виявилися повним провалом. Ракета здетонувала в шахті, залишивши величезний кратер та знищивши полігон[2][3].